# Erich Koch-Weser
Erich Friedrich Ludwig Koch-Weser  (26. února 1875, Brémy, Německo - 19. října 1944, Fazenda Janeta, Brazílie) byl německý politik období Výmarské republiky.

## Politická kariéra
V roce 1918 patřil ke spoluzakladatelům Německé demokratické strany (DDP), jejímž předsedou byl v letech 1924-1930. V roce 1930 založil s Arturem Mahraunem Německou státní stranu. Po nástupu Hitlera k moci v roce 1933 emigroval do Brazílie.
- 1919-1921 - říšský ministr vnitra
- 1920 - říšský vicekancléř
- 1928 - říšský ministr spravedlnosti